# ایوان فیلا
ایوان فیلا (چکی: Ivan Fíla؛ زادهٔ ۲۴ دسامبر ۱۹۵۶) کارگردان فیلم، تهیه‌کننده فیلم و فیلم‌نامه‌نویس اهل جمهوری چک است.
از فیلم‌ها یا مجموعه‌های تلویزیونی که وی در آن‌ها نقش داشته است، می‌توان به «سلطان دزدان» (۲۰۰۴) اشاره نمود.